# Agua caliente solar

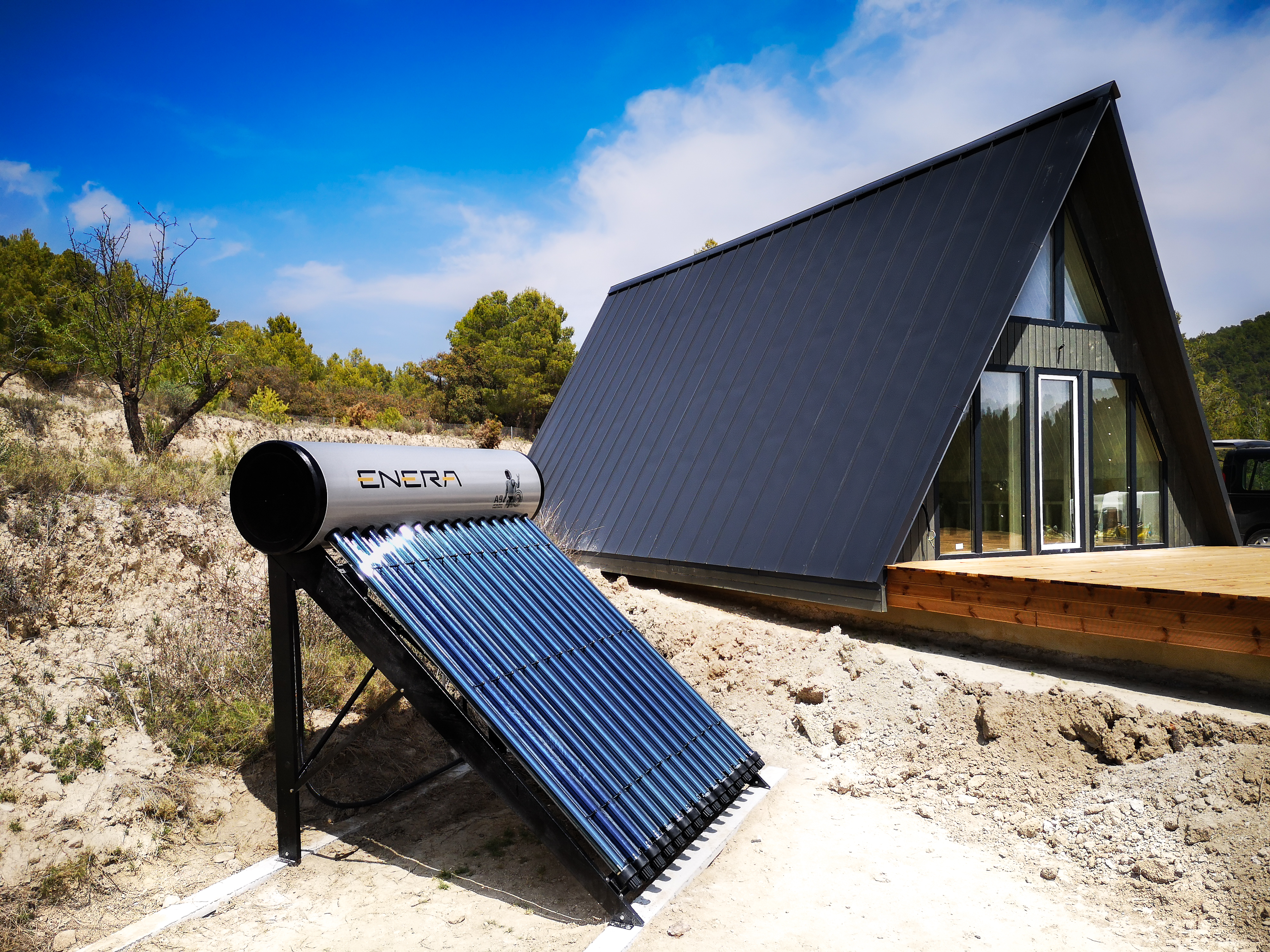
Calentador solar de tubos de vacío. Una tecnología más popular en España en 2019

El agua caliente solar o más propiamente agua calentada por sistemas solares, se refiere al calentamiento del agua caliente sanitaria (ACS) utilizando la energía solar por diversos métodos. El principal dispositivo usado para tal fin es el colector o termotanque solar. Este artículo se centra en colectores de baja temperatura, es decir que rondan como máximo los 100 grados. Esto los hace aptos para uso humano. Existen también colectores de alta temperatura que se utilizan para la producción de energía eléctrica por vapor. El agua en estos casos supera los 500 grados.

## Historia
Los registros de colectores solares en los Estados Unidos datan de antes de 1900, involucrando un tanque pintado de negro montado en un techo. En 1896, Clarence Kemp de Baltimore encerró un tanque en una caja de madera, creando así el primer 'calentador de agua por lotes', como se les conoce hoy. Frank Shuman construyó la primera central térmica solar del mundo en Maadi, Egipto, utilizando trough parabólico para alimentar un motor de 60 a 70 caballos (44,7 a 52,2 kW) que bombeaba 6000 galones americanos (22 712,5 L) de agua por minuto desde el Nilo hasta los campos de algodón adyacentes.
Los colectores de placa plana para calentamiento solar de agua se utilizaron en Florida y el sur de California en la década de 1920. El interés creció en América del Norte después de 1960, pero especialmente después de la crisis del petróleo de 1973.
La energía solar se utiliza en Australia, Canadá, China, Alemania, India, Israel, Japón, Portugal, Rumania, España, el Reino Unido y los Estados Unidos.

### Mediterráneo

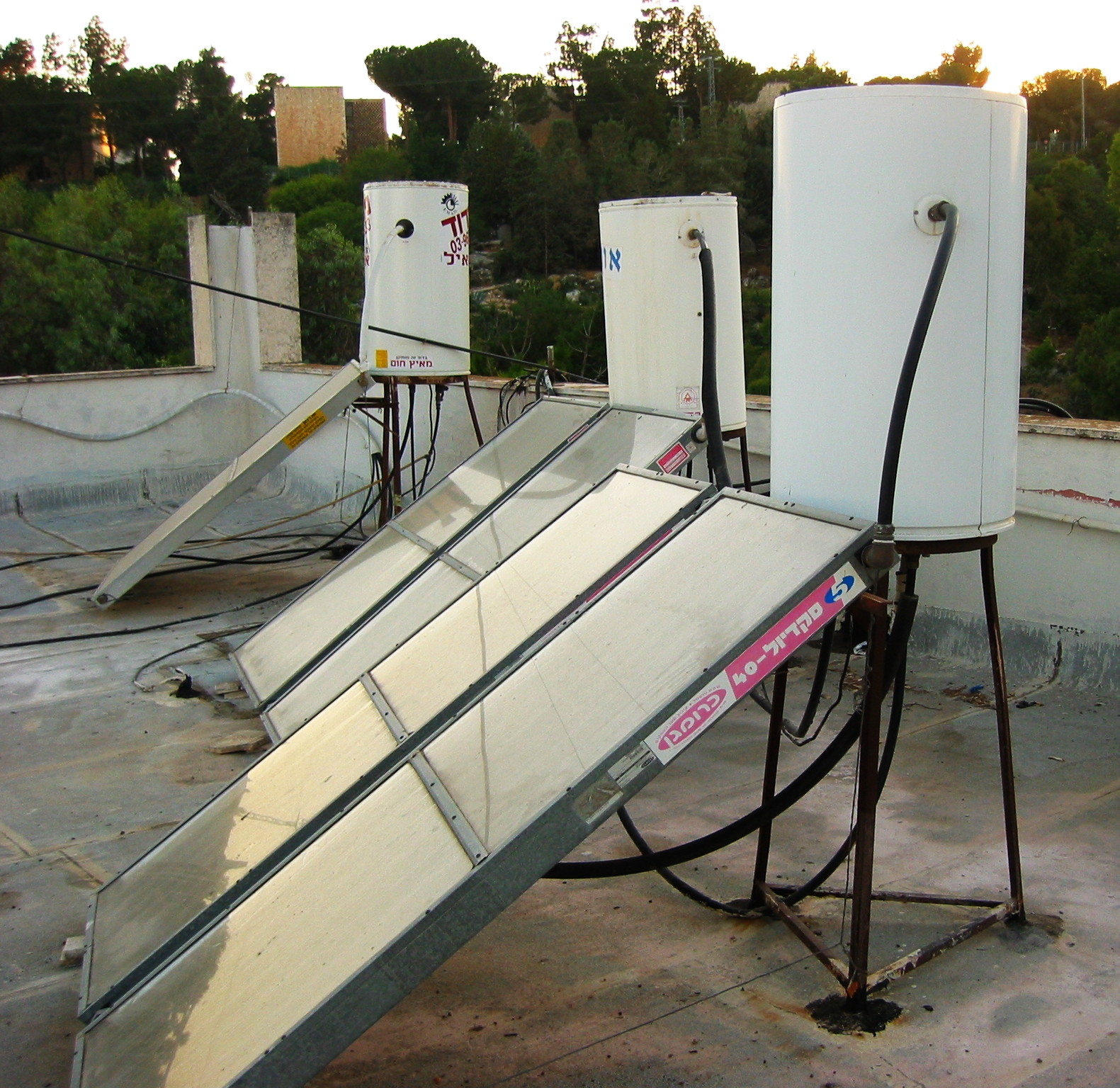
Calentadores de agua solares pasivos (termosifón) en una azotea en Jerusalén

Israel, Chipre y Grecia son líderes per cápita en el uso de sistemas de calentamiento de agua solares que brindan apoyo al 30%–40% de los hogares.
Los sistemas solares de placa plana fueron perfeccionados y utilizados a gran escala en Israel. En la década de 1950, la escasez de combustible llevó al gobierno a prohibir el calentamiento de agua entre las 10 p. m. y las 6 a. m. Levi Yissar construyó el primer prototipo de calentador solar de agua israelí y en 1953 fundó la compañía NerYah, el primer fabricante comercial de calentadores solares de agua en Israel. Para 1967, el 20% de la población utilizaba calentadores solares de agua. Después de la crisis energética en la década de 1970, en 1980 Israel requirió la instalación de calentadores solares de agua en todas las viviendas nuevas (excepto en torres altas con área de techo insuficiente). Como resultado, Israel se convirtió en el líder mundial en el uso de energía solar per cápita, con un 85% de los hogares utilizando sistemas de energía solar térmica (el 3% del consumo nacional de energía primaria), se estima que ahorra al país 2 millones de barriles (320 000 m3) de petróleo al año.
En 2005, España se convirtió en el primer país del mundo en requerir la instalación de generación de electricidad fotovoltaica en nuevos edificios y el segundo (después de Israel) en requerir la instalación de sistemas de calentamiento de agua solares en 2006.

### Asia

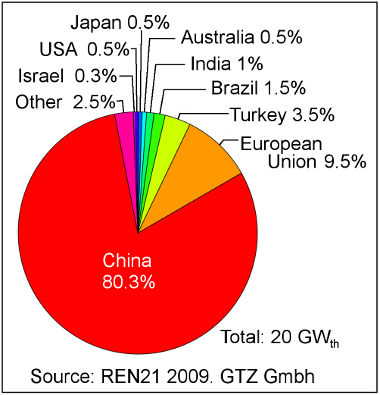
Nuevas instalaciones de agua caliente solar durante 2009, en todo el mundo

Después de 1960, los sistemas fueron comercializados en Japón.
Australia cuenta con una variedad de regulaciones nacionales y estatales para la energía solar térmica, comenzando con MRET en 1997.
Los sistemas de calentamiento de agua solar son populares en China, donde los modelos básicos comienzan alrededor de 1,500 yuanes (US$235), aproximadamente un 80% menos que en los países occidentales para un tamaño de colector dado. Al menos 30 millones de hogares chinos tienen uno. La popularidad se debe a los tubos evacuados eficientes que permiten que los calentadores funcionen incluso bajo cielos grises y a temperaturas muy por debajo del punto de congelación.

## Principios básicos
La energía solar que llega a la superficie de la Tierra no es constante a lo largo del año. Los días invernales son más cortos (menos horas de sol) y además, los colectores pierden rendimiento cuanto más frío sea el ambiente en el que están. También, cuando se trata de calentar agua para usos sanitarios, la que viene de la red está más fría en invierno, luego se exige mayor energía para calentarla en esta época. De lo que se deduce que en verano la misma instalación es capaz de calentar un volumen de agua mucho mayor que en invierno. Sin embargo, las costumbres de la gente respecto a su higiene (considerando que vivan en casas con un razonable sistema de calefacción) varían muy poco a lo largo del año, sin contar que, cuando se tiene un medio de calentamiento tan económico como el solar, lavadora y lavavajillas deben tener doble toma de agua, caliente y fría, y esos usos tampoco varían a lo largo del año.

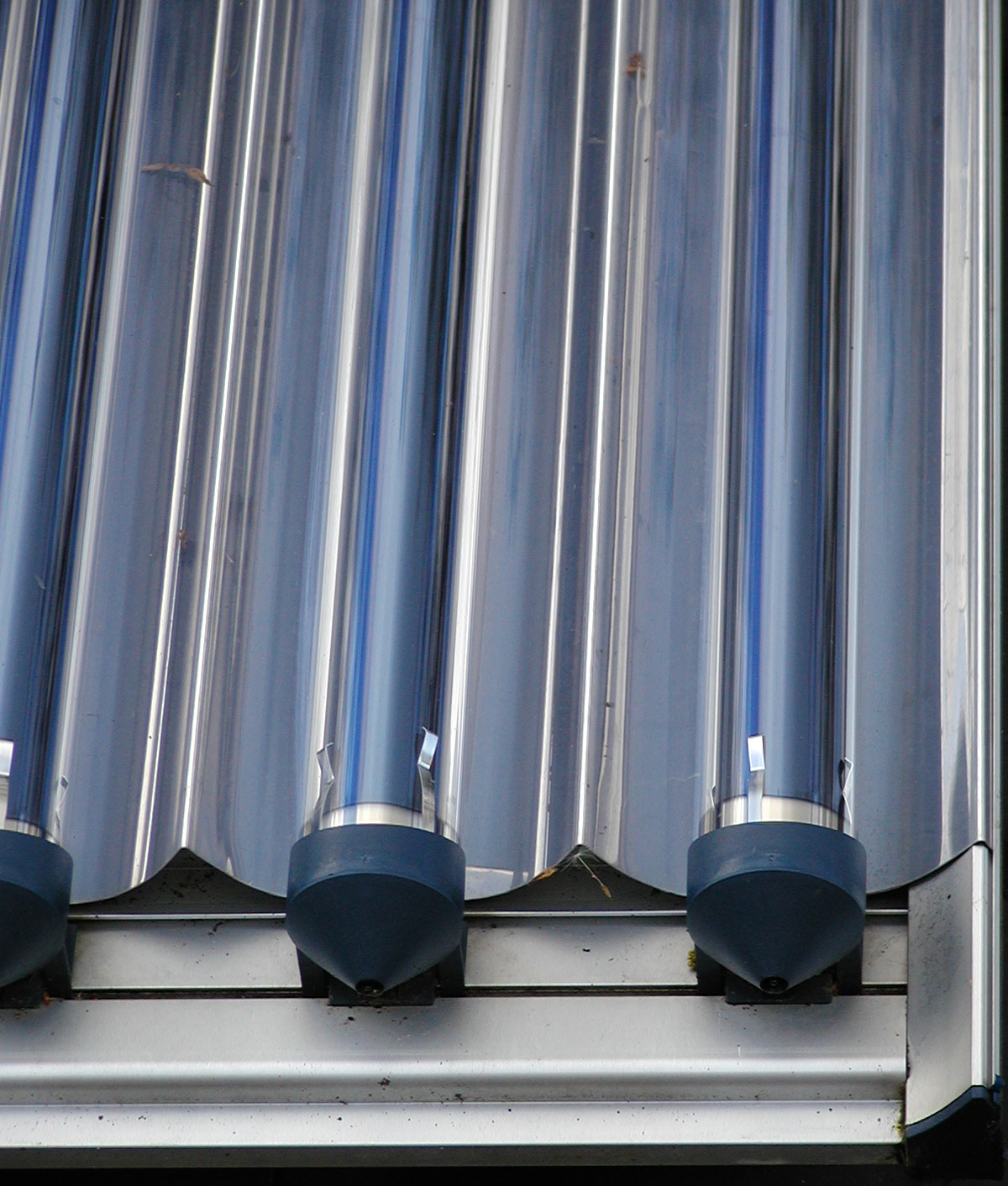
Colector con tubos de vidrio al vacío.

Eso quiere decir que una instalación no puede, económicamente, pretender obtener toda la energía que necesita del sol, puesto que si es suficiente en invierno, en verano será excesiva, el agua acumulada se calentará a temperaturas no deseables, hasta llegar a hervir, con muchas posibilidades de que reviente el depósito acumulador. Para evitarlo habría que abrir el agua caliente dejando entrar agua fría en el depósito, provocando un gasto inútil de agua que no es admisible actualmente (y menos en verano, habitualmente época seca), o instalar dispositivos para enfriar el agua.
Por las mismas razones, la variación de la energía recibida, no solo a lo largo del año, sino a lo largo del día, la preparación de ACS solar ha de hacerse mediante acumulación, para utilizar el agua producida a ciertas horas, en cualquier momento del día o de la noche.
La mayoría de las normativas nacionales exigen que se dimensione la acumulación y la captación para un consumo razonable en verano, y que se disponga un sistema auxiliar de recalentamiento cuando la instalación solar no sea capaz de calentar el volumen acumulado hasta la temperatura de acumulación necesaria.
Una cuestión que tiene su importancia es que el consumo de agua caliente debe de hacerse en condiciones relativamente constantes, en cuanto a volúmenes consumidos diariamente. Por ejemplo, un sistema de calentamiento solar en una casa usada solo en los fines de semana, funcionará muy mal, porque mientras no se consuma ACS, los días de diario, el agua acumulada se seguirá calentando con las consecuencias indeseables antes dichas. Sin embargo, en una casa de vecinos, en una instalación centralizada, rara será la vez que esté vacía por completo y sin ningún consumo. Es decir, cuanto mayor número de viviendas alimente la instalación, mayores probabilidades hay de que funcione bien.

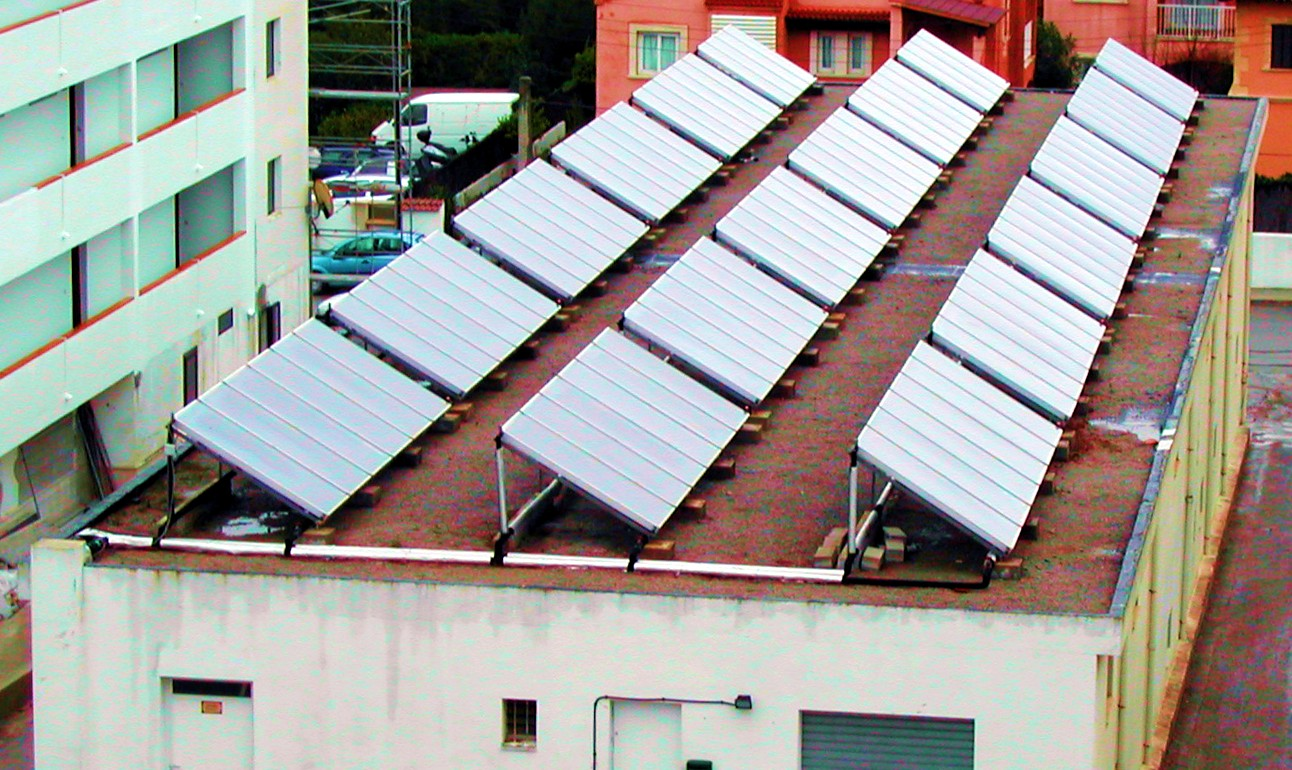
Colectores en la cubierta de un edificio.

### Disposición de los colectores
Los colectores deben de estar orientados al sur (al norte en el hemisferio sur) cuidando, en lo posible, de que el sol, en su recorrido durante todo el año, no arroje sobre ellos sombras de los edificios colindantes o de los componentes del propio edificio (cajas de escalera, petos de terraza, ...). Se dispondrán formando con la horizontal un ángulo igual a la latitud del lugar, de modo que en los equinoccios, al mediodía, la radiación solar incida perpendicularmente. Con esta posición, la captación a lo largo del año será más o menos la máxima. Puede convenir disminuir la captación en verano y aumentarla en invierno, inclinando el colector más hacia la vertical (se admiten desviaciones de ±10°), pero perdiendo captación a lo largo del año.

## Sistemas de calentamiento
Hay varios sistemas de conseguir calentar el agua por el sol, aunque la mayoría se basan en la utilización de colectores solares planos.

### Instalación con colectores y acumulación independiente

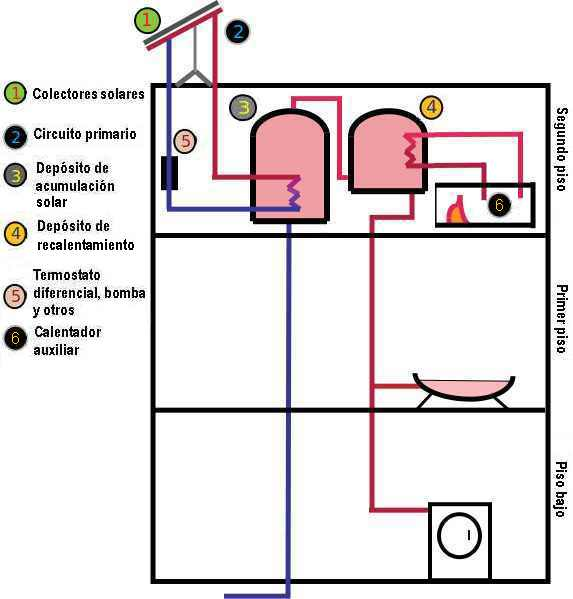
Esquema de funcionamiento de un sistema de ACS solar.

Se utilizan colectores solares planos y a veces otros tipos, como el de tubos de vacío, aunque los planos suelen ser bastante más baratos debido a que se fabrican en grandes series. Los colectores se conectan a un depósito acumulador que, como  media, tendría la capacidad de agua necesaria para un día de uso (entre unos 22...30 L/día por posible habitante del edificio y a 60 °C de temperatura). 
La conexión de los colectores se hace, normalmente, con un circuito específico (circuito primario), que recorre un caloportador, y va a un intercambiador en el depósito acumulador. Este circuito independiente tiene dos importantes ventajas: 
- por un lado, si en la zona hay posibilidad de heladas invernales, en el circuito de colectores se puede poner un anticongelante (del tipo utilizado en los radiadores de los automóviles), y
- por otro lado, se protege a los colectores de las impurezas que puedan traer las aguas de la red, muy especialmente cuando se trata de aguas duras, con gran cantidad de sales disueltas, que precipitarían allí donde se calienta el agua, precisamente en los serpentines de los colectores, formando una capa aislante térmica que reduce el rendimiento, y puede llegar a obturar los conductos; cuando en el circuito primario no se cambia el agua, una vez depositada la limitada cantidad de sales que pueda llevar no volverá a haber problema; incluso se puede llenar el circuito con agua blanda, sin sales.

La regulación del funcionamiento del circuito primario se hace mediante un aparato llamado termostato diferencial. Consta de una centralita electrónica y de dos sondas térmicas; las sondas se sitúan, una a la salida de los colectores y otra en el depósito acumulador, y envían la medida de las temperaturas de cada uno de esos puntos a la centralita que las compara: cuando la temperatura de los colectores es superior a la del depósito, pone en marcha la bomba de recirculación, en caso contrario, la para. En lugares poco fríos, en que las heladas son raras, el termostato diferencial puede poner en marcha la bomba cuando la sonda de los colectores registra temperaturas iguales o inferiores a 4 °C, calentando los colectores con el agua acumulada y se evita poner anticongelante, que es caro; no es conveniente usar esta posibilidad en lugares de heladas frecuentes pues puede enfriarse demasiado el agua acumulada y helarse los colectores.
Como se ha dicho, no es económico ni práctico hacer una instalación capaz de dar en cualquier momento la energía necesaria para el calentamiento del agua, por lo que hay que añadir a este sistema una energía auxiliar. Por razones de economía energética, deben utilizarse dos acumuladores independientes; en el primero se calentará el agua por energía solar exclusivamente y en el segundo entrará el agua precalentada y, si fuera necesario, se recalentará hasta la temperatura de distribución (normalmente 60 °C) mediante una energía auxiliar. Efectivamente, la potencia con que calienta el sol es mucho menor que la que tiene cualquier sistema de calentamiento por energías corrientes y eso quiere decir que, si el intercambiador de energía auxiliar estuviera en el depósito, se calentaría el agua con la energía auxiliar mucho más deprisa que con el sol y el termostato diferencial pararía la bomba, salvo que los colectores alcancen una temperatura alta, condiciones en los que los colectores tienen menor rendimiento. Si el recalentamiento se produce en otro depósito, el sistema de colectores aprovecha completamente la capacidad del sol en todo momento. Es una instalación más cara, pero se amortiza en poco tiempo. Y efectivamente, en el caso de la normativa española, está prohibido añadir esta energía en el mismo depósito donde se ha acumulado el agua calentada por medios solares.
También puede usarse un calentador de los llamados instantáneos, que debe ser de tipo modulante, con el que no sería necesario el segundo acumulador.

### Calentador solar "autónomo"

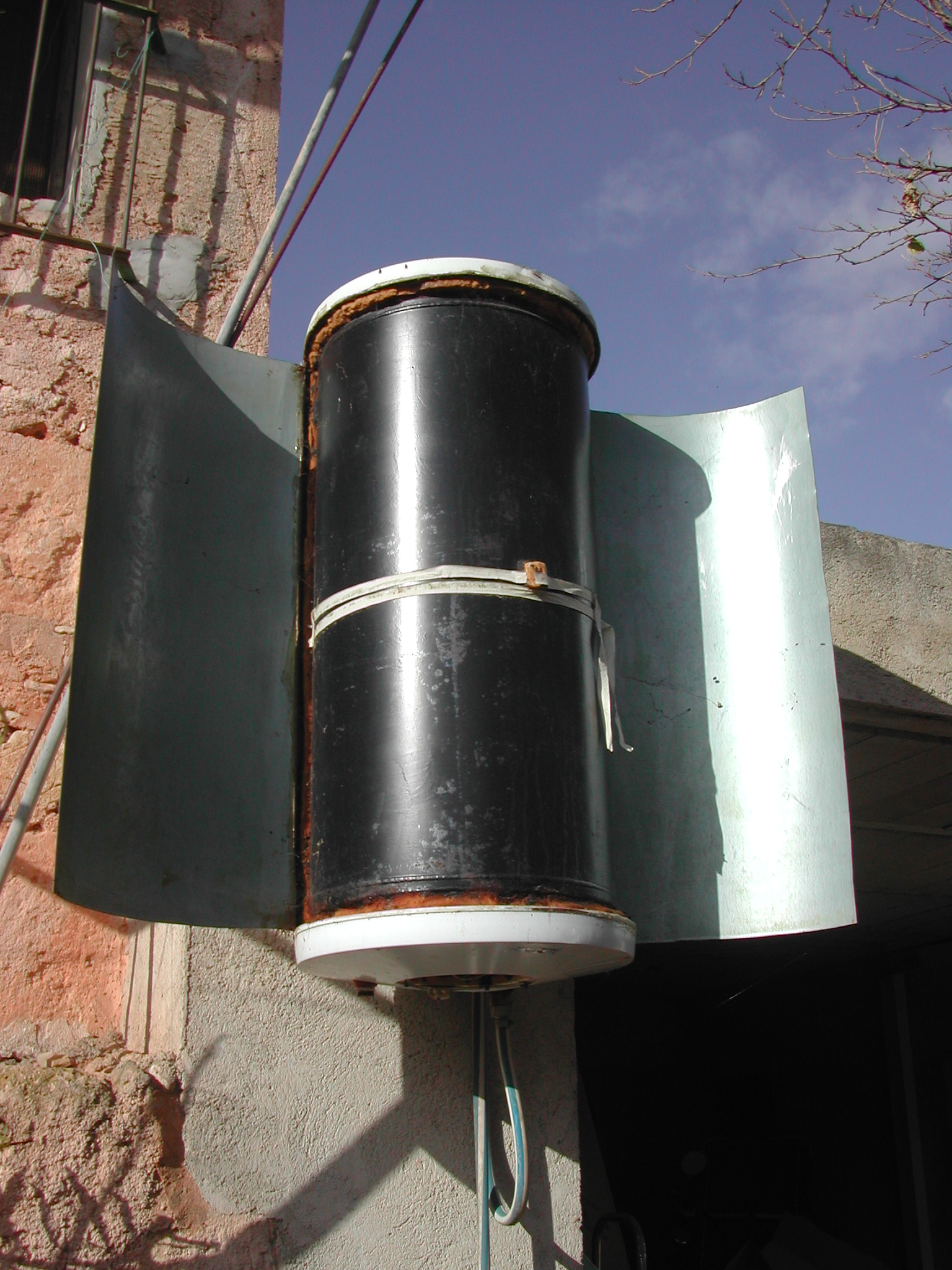
Un calentador solar de agua.

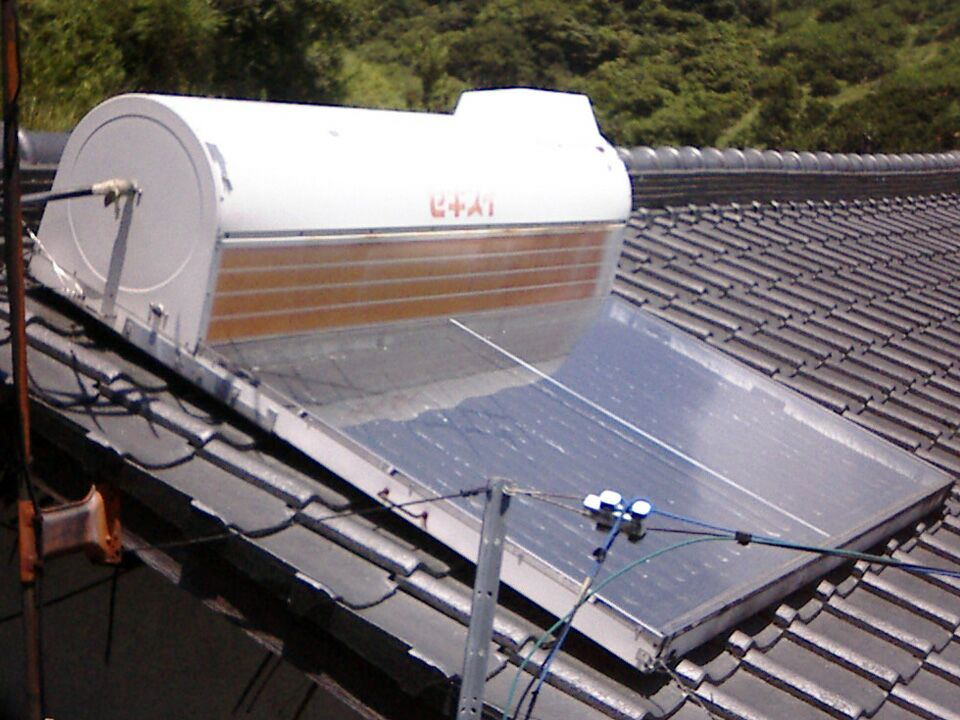
Calentador solar plano con depósito acumulador en una vivienda.

Se trata de dispositivos que permiten captar la energía del sol y transferirla al agua, en general en un solo aparato, con los dispositivos necesarios. El agua calentada se guarda en un depósito de acumulación y puede consumirse directamente o conectarse en serie con un calentador auxiliar.
Entre hay dos tipos: En uno de ellos, los paneles tienen una placa receptora y tubos por los que circula un líquido caloportador adheridos a ésta. El receptor (generalmente recubierto con una capa selectiva oscura) capta la radiación solar calentándose, mientras que el agua que circula por los tubos transporta el calor hacia el depósito acumulador. El depósito está situado a una altura mayor que el colector (figura de la izquierda), de modo que el agua circula por termosifón: al calentarse aumenta de volumen y pierde densidad, de modo que asciende al acumulador, mientras que la más fría, de mayor densidad, baja por otro conducto por la parte de atrás, hacia el colector, donde se calienta. Es un aparato sencillo y con buenos rendimientos, con algunas salvedades. No funciona bien el lugares donde haya heladas serias (no se puede poner anticongelante, puesto que el agua que circula es la de consumo) y tampoco en lugares donde el agua sea dura, por las razones dichas más arriba.
El segundo tipo es mucho más sencillo (figura de la derecha) y, si se fabrica en cierta cantidad más barato. Hay varias versiones, más o menos semejantes. Una de ellas consiste en un depósito pintado de negro con unas cubiertas reflectoras que se abren durante el día para recoger una mayor cantidad de sol, y se cierran por la noche para aislar el depósito de pérdidas de calor. El depósito puede tener una cubierta trasparente para aumentar el efecto invernadero. 
En estos dos tipos puede añadirse después un sistema de recalentamiento con un depósito auxiliar, o un calentador modulante, como en el caso anterior.
Otra variante mucho más sencilla y económica, consiste en una bandeja pintada de negro, con una cubierta de polietileno flexible. Por las mañanas se llena de agua, inflando la cubierta como un globo, y por las noches se vacía para utilizar el agua caliente. Con este sistema se evita el problema de las heladas, pero implica estar atento a los llenados matutinos y vaciados vespertinos.

### Calentador solar sin cubierta

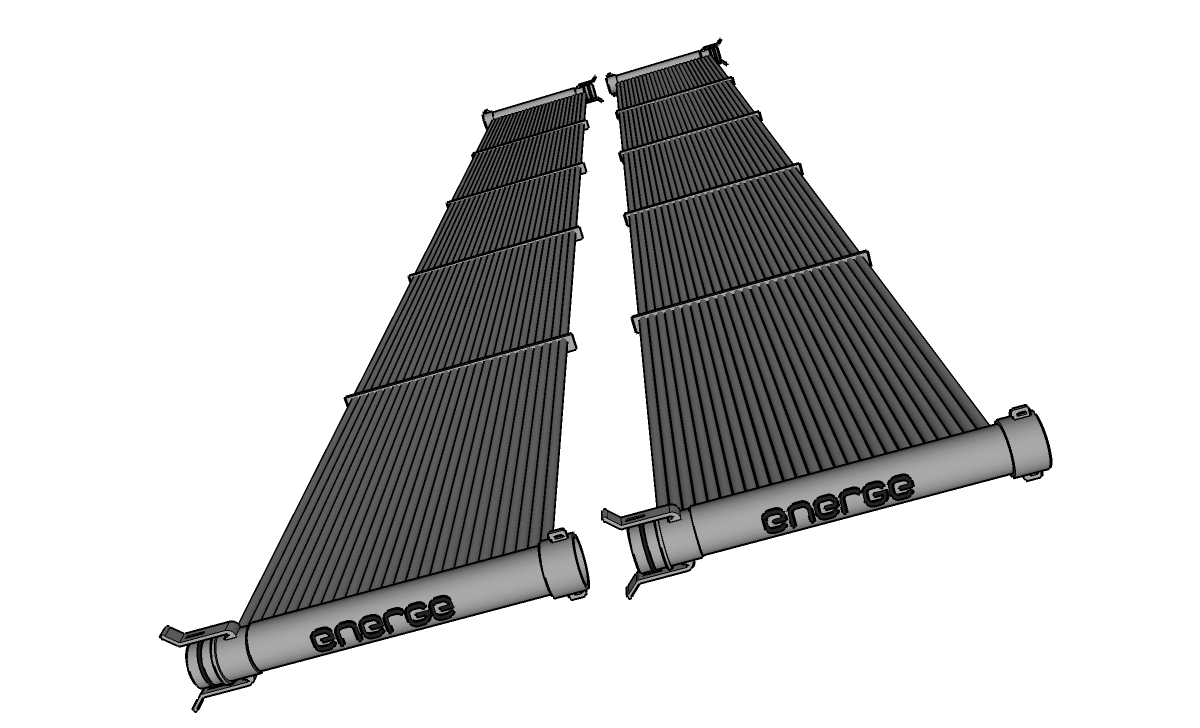
Módulos de calentador solar de piscinas

No se usa especialmente para calentar agua de usos sanitarios, pero es un sistema de calentamiento barato para usos estacionales, como el calentamiento de piscinas. Se trata de una superficie de goma, materiales plásticos o tejidos impermeables, de color negro, que tiene un circuito de agua formado por el propio material. Se extiende sobre una superficie exterior y se hace circular el agua por el circuito. Como ejemplo del funcionamiento de este sistema, puede citarse el efecto que el sol hace en una manguera puesta al sol y llena de agua: cuando se abre el grifo al que está empalmada, los primeros litros, los que estaban contenidos en ella, al sol, salen calientes, tanto más cuanto más oscuro sea al color del material de la manguera y cuanto más tiempo haya permanecido la manguera al sol.
Como se ha dicho, puede usarse en piscinas y, cuando llega el fin de la estación de baños, se recoge y guarda hasta el verano siguiente. Puede servir también para calentar las duchas de un campamento.
Es económico y no requiere demasiados cuidados. En las piscinas se puede hacer funcionar con las mismas bombas que hacen funcionar la depuradora, y en las duchas hará falta poner una, que puede ser pequeña, con poco consumo de energía.

## Energía auxiliar
El sistema auxiliar es un sistema convencional de calentamiento de ACS, con la diferencia que recibe el agua en vez de a la temperatura de la red a una temperatura variable, precalentada por la instalación solar, que en ciertas épocas (en el verano) puede ser ya la temperatura de distribución. Es importante que el "precalentamiento solar", como se ha dicho, se haga en un depósito específico y el "recalentamiento" en otro.
El sistema más sencillo de regular es mediante el otro depósito de acumulación, como segundo acumulador. El depósito de acumulación tendría un intercambiador por el que circula agua calentada en una caldera exterior (con electricidad, mediante una resistencia), de modo que un termostato, fijado a la temperatura deseada (suele ser de 60 °C), regula el funcionamiento de la caldera o de las resistencias eléctricas. Si el agua del acumulador solar viene a la temperatura de consigna, la energía auxiliar no trabajará o lo hará muy poco. La recirculación necesaria, en muchas de las redes de las instalaciones de ACS, el retorno se hará a este depósito y nunca al acumulador solar.
Cuando se usen calentadores de los llamados instantáneos, deben ser de tipo modulante, es decir, que modulen la llama del quemador a las condiciones de temperatura del agua que llega, para obtener agua siempre a la misma temperatura o, mejor dicho, respetando una temperatura máxima. Efectivamente, los calentadores circulantes normales suben 25 °C la temperatura de un determinado caudal; así, si el agua llega a 10 grados, subirán su temperatura hasta 35, pero si el agua llega a 50 °C, la llevarán hasta 75 °C, lo que es inadmisible, pues empieza a dar peligro de quemaduras a los usuarios. La modulación de la llama evita este peligro; cuando el agua llega a la temperatura de consumo o cercana, la llama del calentador será nula o muy pequeña.

## Medios para evitar el calentamiento excesivo del agua acumulada
El problema de calentamiento excesivo del agua acumulada puede darse alguna vez. Mucho más frecuentemente en instalaciones que sirven a una sola vivienda, pero también en las de comunidades de vecinos. Precisamente se da en los meses más cálidos, cuando los usuarios se van de vacaciones y no consumen agua; el acumulador se calienta sin salir agua caliente ni entrar agua fría. Las soluciones son varias.
La más elemental es tapar con una persiana una parte de los colectores (o todos), de modo que no reciban el sol. Otra solución, no demasiado aconsejable, es vaciar parte del circuito de colectores del fluido caloportador, y no es adecuada porque, aunque efectivamente el agua no se calienta, los colectores si, y pueden deteriorarse. Además se pierde el anticongelante, que tiene el problema de deshacerse de él: no debe ser vertido a la red de saneamiento, luego habría que llevarlo a puntos específicamente preparados para recogerlo o guardarlo hasta la estación siguiente.
Estos dos sistemas exigen manipulación cada año en vísperas y después de la época estival, en cambio hay otro que funciona automáticamente y que consiste en poner un dispositivo de disipación de calor, en paralelo con el circuito entre colectores y el intercambiador del acumulador, de modo que, cuando un simple termostato señale que el agua del depósito ha llegado a la temperatura de consigna, una válvula de tres vías desvíe el caudal del caloportador desde los colectores hacia el disipador, en vez de al intercambiador del acumulador. Este disipador puede ser un ventiloconvector del modelo más sencillo (el que llaman aerotermo).
Otras posibilidades son: sobredimensionar el acumulador respecto a la superficie de colectores o también inclinar estos más respecto a la horizontal, de modo que la captación en los meses más cálidos disminuya (en ellos el sol está más alto sobre el horizonte y la radiación llega desde una dirección más cercana a la vertical) y en cambio aumenta la captación en los meses menos cálidos.

## Normativa
En ciertos países, entre ellos España, la instalación de calentamiento solar es obligatoria en todos los edificios de nueva construcción, desde la promulgación del Código Técnico. De todos modos, ciertas normativas locales (Barcelona, Madrid) ya obligaban a ello.
Muchas administraciones dan subvenciones a la instalación de este tipo de energía, puesto que ahorra energía convencional, y emisión de gases de efecto invernadero, cuestión que puede incluso provocar gastos económicos a los estados que se han comprometido a reducir sus emisiones y no lo consiguen.